# ジョーイ・バート
ジョセフ・アンドリュー・バート（Joseph Andrew Bart, 1996年12月15日 - ）は、アメリカ合衆国ジョージア州ビュフォード出身のプロ野球選手（捕手）。右投右打。MLBのピッツバーグ・パイレーツ所属。

## 経歴

### プロ入り前
2015年のMLBドラフト27巡目（全体808位）でタンパベイ・レイズから指名されたが、契約せずにジョージア工科大学へ進学した。
初年度の2016年は43試合に出場して打率.299、1本塁打、31打点を記録した。
2年目の2017年は44試合に出場して打率.296、13本塁打、43打点、4盗塁を記録した。
3年目の2018年は57試合に出場して打率.359、16本塁打、38打点、3盗塁を記録し、大学野球最高の捕手に贈られるジョニー・ベンチ賞を受賞した。

### プロ入りとジャイアンツ時代
2018年のMLBドラフト1巡目（全体2位）でサンフランシスコ・ジャイアンツから指名され、18日に契約を結んだ（契約金は約700万ドル）。契約後、傘下のルーキー級アリゾナリーグ・ジャイアンツでプロデビュー。A-級セイラム＝カイザー・ボルケーノズでもプレーし、2球団合計で51試合に出場して打率.294、13本塁打、40打点、2盗塁を記録した。
2019年はA+級サンノゼ・ジャイアンツとAA級リッチモンド・フライングスクウォーレルズでプレーし、2球団合計で79試合に出場して打率.278、16本塁打、48打点、5盗塁を記録した。また、7月にはオールスター・フューチャーズゲームのナショナルリーグ選抜に選出された。
2020年8月20日にメジャー契約を結んでアクティブ・ロースター入りし、同日のロサンゼルス・エンゼルス戦にて「6番・捕手」で先発出場してメジャーデビュー（4打数1安打）。この年はメジャーで33試合に出場して打率.233、7打点を記録した。
2022年オフに、再び背番号を『21』に変更した。
2024年3月31日にDFAとなった。

### パイレーツ時代
2024年4月2日にオースティン・ストリックランドとのトレードで、ピッツバーグ・パイレーツへ移籍した。

## 選手としての特徴
卓越したスウィングスピードを備え、メジャーでも長打力を発揮できる可能性が高いと言われている。大学の先輩であるジェイソン・バリテックのようなリーダーシップも高評価を受ける。

## 詳細情報

### 年度別打撃成績
| 年 度    | 球 団    | 試 合 | 打 席 | 打 数 | 得 点 | 安 打 | 二 塁 打 | 三 塁 打 | 本 塁 打 | 塁 打 | 打 点 | 盗 塁 | 盗 塁 死 | 犠 打 | 犠 飛 | 四 球 | 敬 遠 | 死 球 | 三 振 | 併 殺 打 | 打 率 | 出 塁 率 | 長 打 率 | O P S |
| -------- | -------- | ----- | ----- | ----- | ----- | ----- | -------- | -------- | -------- | ----- | ----- | ----- | -------- | ----- | ----- | ----- | ----- | ----- | ----- | -------- | ----- | -------- | -------- | ----- |
| 2020     | SF       | 33    | 111   | 103   | 15    | 24    | 5        | 2        | 0        | 33    | 7     | 0     | 0        | 0     | 0     | 3     | 0     | 5     | 41    | 1        | .233  | .288     | .320     | .609  |
| 2021     | SF       | 2     | 6     | 6     | 1     | 2     | 0        | 0        | 0        | 2     | 1     | 0     | 0        | 0     | 0     | 0     | 0     | 0     | 2     | 0        | .333  | .333     | .333     | .667  |
| 2022     | SF       | 97    | 291   | 261   | 34    | 56    | 6        | 0        | 11       | 95    | 25    | 2     | 1        | 0     | 0     | 26    | 0     | 4     | 112   | 5        | .215  | .296     | .364     | .660  |
| 2023     | SF       | 30    | 95    | 87    | 9     | 18    | 5        | 0        | 0        | 23    | 5     | 0     | 0        | 0     | 1     | 3     | 0     | 4     | 23    | 0        | .207  | .263     | .264     | .527  |
| MLB：4年 | MLB：4年 | 162   | 503   | 457   | 59    | 100   | 16       | 2        | 11       | 153   | 38    | 2     | 1        | 0     | 1     | 32    | 0     | 13    | 178   | 6        | .219  | .288     | .335     | .623  |

- 2023年度シーズン終了時

### 年度別守備成績
| 年 度 | 球 団 | 捕手（C） | 捕手（C） | 捕手（C） | 捕手（C） | 捕手（C） | 捕手（C） | 捕手（C） | 捕手（C） | 捕手（C） | 捕手（C） | 捕手（C） |
| 年 度 | 球 団 | 試 合     | 刺 殺     | 補 殺     | 失 策     | 併 殺     | 守 備 率  | 捕 逸     | 企 図 数  | 許 盗 塁  | 盗 塁 刺  | 阻 止 率  |
| ----- | ----- | --------- | --------- | --------- | --------- | --------- | --------- | --------- | --------- | --------- | --------- | --------- |
| 2020  | SF    | 32        | 234       | 12        | 2         | 0         | .992      | 2         | 28        | 23        | 5         | .179      |
| 2021  | SF    | 1         | 8         | 0         | 0         | 0         | 1.000     | 0         | 0         | 0         | 0         | ----      |
| 2022  | SF    | 93        | 656       | 34        | 8         | 4         | .989      | 4         | 58        | 46        | 12        | .207      |
| 2023  | SF    | 30        | 212       | 9         | 2         | 0         | .991      | 1         | 24        | 20        | 4         | .167      |
| MLB   | MLB   | 156       | 1110      | 55        | 12        | 4         | .990      | 7         | 110       | 89        | 21        | .191      |

- 2023年度シーズン終了時

### 記録
MiLB
- オールスター・フューチャーズゲーム選出：1回（2019年）

### 背番号
- 21（2020年、2023年）
- 60（2021年 - 2022年）
- 14（2024年 - ）